# Känn ingen oro
Känn ingen oro (spanska: Nada te turbe), är en fransk psalm från kommuniteten i Taizé. Texten är skriven av karmelitnunnan och kyrkoläraren Sankta Teresa av Jesus (1515—1582 i Ávila) och bygger på Johannesevangeliet 14:1.  Musiken är komponerad 1981 av Jacques Berthier vid kommuniteten i Taizé.

## Texter

### Sankta Teresas spanska text från 1500-talet
"Nada te turbe, nada te espante todo se pasa, 

Dios no se muda, la paciencia todo lo alcanza, 

quien a Dios tiene nada le falta sólo Dios basta."

### Taizésspanska text är en förkortad version av Sankta Teresas text
"Nada te turbe, nada te espante

quien a Dios tiene, nada le falta.

Nada te turbe, nada te espante

sólo Dios basta."

### Glumslövs karmelitnunnors svenska översättning[2]
"Låt intet förvilla, intet skrämma dig. 

Allting förgår, blott Gud förändras ej. 

Tålamodet allt besegrar. Den sig på Gud 

förlitar skall intet fattas. 

Allenast Gud är nog."

### Texten iPsalmer och Sånger 2003
"Känn ingen oro,

Känn ingen ängslan,

Den som har Gud kan

Ingenting sakna.

Känn ingen oro,

Känn ingen ängslan,

Gud din Gud bär allt"

## Publicerad i
- Sånger från Taizé 1992 som nummer 51.
- Verbums psalmbokstillägg 2003 som nummer 773 under rubriken "Förtröstan — trygghet".[1]
- Psalmer och Sånger 1987 som nummer 835 under rubriken "Att leva av tro: Förtröstan - trygghet".[3]
- Ung psalm 2006 som nummer 242 under rubriken "Håll om mig – tårar, tröst och vila".[4]
- Sånger från Taizé 2006 som nummer 83.[1]
- 2013 års Cecilia-psalmbok som nummer 448.[1]